# IC 2329
IC 2329 ist eine Spiralgalaxie vom Hubble-Typ Sd im Sternbild Krebs auf der Ekliptik. Sie ist schätzungsweise 89 Millionen Lichtjahre von der Milchstraße entfernt.
Das Objekt wurde am 13. Februar 1901 von Max Wolf entdeckt.